# Ортогенез
Ортогене́з (від грец. ὀρθός — прямий і грец. γένεσις — походження) — концепція в еволюційному вченні, представлена низкою теорій та гіпотез, яка стверджує, що розвиток живої природи зумовлений внутрішніми причинами, а не природним добором. Ці причини спрямовують хід еволюції по передбачуваному шляху ускладнення й послідовного перетворення одних біологічних видів на інші. Всі зміни живих форм відбуваються за небагатьма, твердо визначеними природою організму напрямками і успадковуються.
Ортогенез здобув значне поширення в масовій культурі, проте в сучасній синтетичній теорії еволюції спростований.

## Історія концепції
Попередницею ортогенезу була середньовічна християнська концепція Великої черги сутностей, яка систематизувала всю природу від нижчих рівнів розвитку до вищих. Так, найнижчим рівнем вважалися мінерали, далі рослини, тварини, людина, янголи та врешті Бог. Найвідоміша вона у викладі Раймунда Луллія 1305 року. Ця ідея була розвинена в ламаркізмі XVIII—XIX століть, що стверджував про закон незворотного загального розвитку матерії шляхом ускладнення.
Гетерогенез, запропонований Рудольфом Келлікером у 1864, протистояв дарвінізму, стверджуючи, що в історії розвитку життя істот не існує спільних предків, а всі кінцеві види є наслідком прямих ланцюжків еволюційних перетворень, зумовлених внутрішніми причинами. Карл Негелі в 1884 описав цю причину як «принцип досконалості», незалежний від адаптивності.
Першим концепцію, названу «ортогенезом», сформулював Вільгельм Хааке в 1893 році, а популяризував її Теодор Еймер в 1888—1897 роках, розвиваючи ідеї попередніх дослідників. На їхню думку, живі істоти мають якимось чином закладену заздалегідь серію трансформацій, які відбуваються рано чи пізно. Еймер стверджував, що в ході еволюції не виникають адаптаційні ознаки, зокрема наводячи як приклад розвиток метеликів з гусениці в дорослу комаху. Чарльз Дарвін вважав ортогенез серйозним суперником своїй теорії. Він поділяв думку про «вищість» пізніших біологічних видів над попередніми загалом, проте не визнавав її адекватною щодо кожного окремого виду.
У XX столітті прихильники ортогенезу намагалися знайти раціональні пояснення спрямованості еволюції. Так, Лев Берг у гіпотезі номогенезу 1922 року вважав, що певні хімічні закони спонукають життя розвиватися в напрямку появи людини. Карл Бойрлен у 1930-і описував механізм ортогенезу як повторення еволюційного шляху предків нащадками впродовж ранніх етапів життя. Проте загалом прихильники ортогенезу визнавали, що підстави прямолінійної еволюції невідомі, а розвиток палеонтології та біології підтверджував існування різних шляхів адаптації життя до природних умов.
У 1948 Ернст Майр остаточно спростував концепцію ортогенезу, описавши її як ідеалістичну, що передбачає існування якоїсь надприродної сили, котра змушувала б одні біологічні види перетворюватись на інші. Іншим відомими критиком ортогенезу був Джордж Сімпсон, який звинувачував прихильників цієї концепції у вірі в містичну внутрішню силу еволюції, джерело якої неможливо раціонально описати.

## У масовій культурі

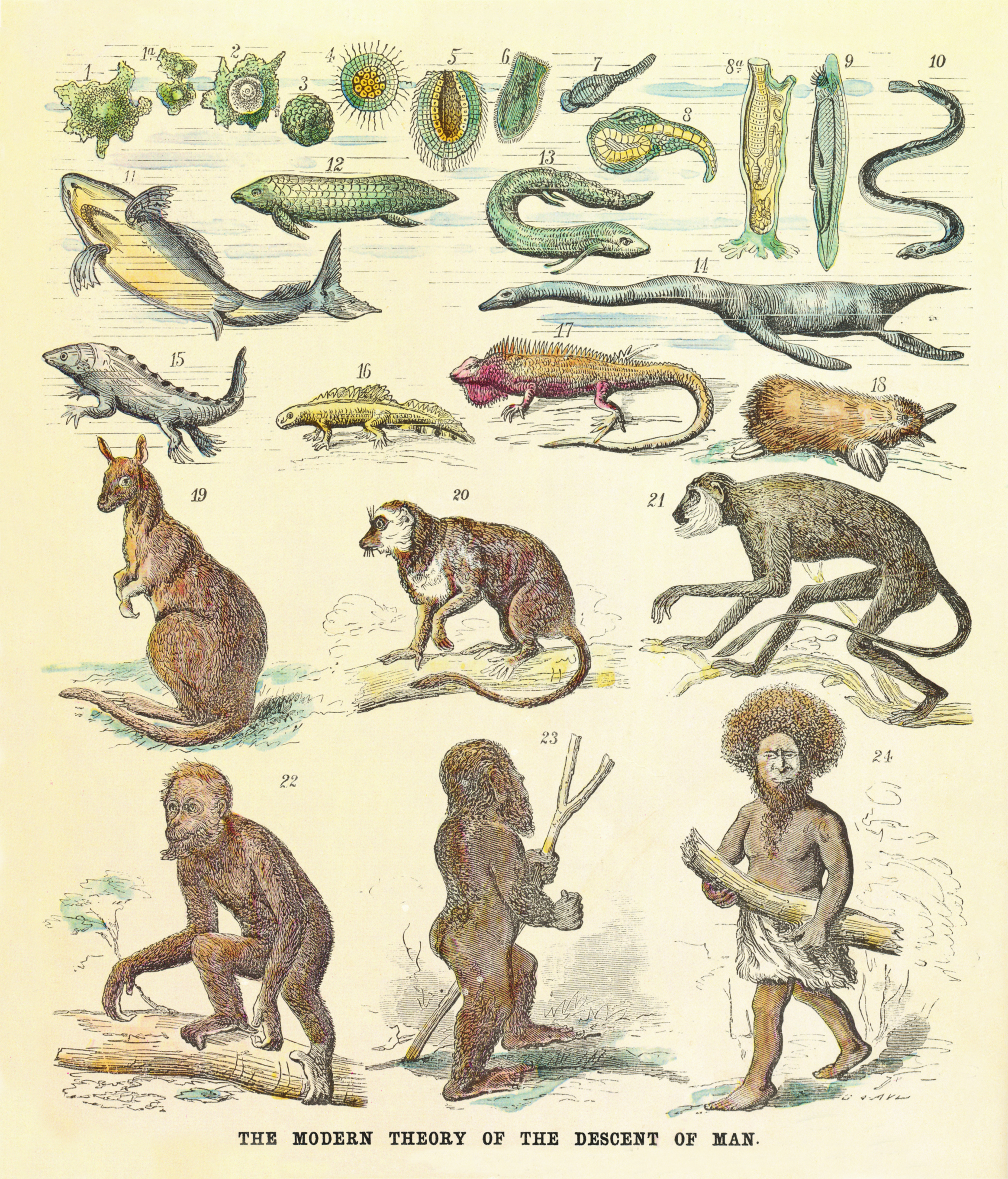
Сатирична ілюстрація походження людини від амеби (1874)

Ортогенез виявився привабливим для загалу, знайомого з теорією еволюції лише в загальних рисах. Поширене хибне уявлення про еволюцію подає її саме як ортогенез, у якому одні види перетворюються на інші, досконаліші, в силу певної внутрішньої програми розвитку. Часто саме таке розуміння еволюції помилково приписується дарвінізму. В той же час ортогенез слугує підґрунтям для уявлень про абсолютну вищість людини над іншим життям і її цінність, що утверджує місце людини в світі. Ілюстрація «Марш прогресу», опублікована в 1965 році, при передруках без відповідних підписів популяризувала уявлення про лінійне перетворення примітивної мавпи в усе більш людиноподібних істот і врешті в сучасну людину, ставши іконою еволюції.
Ортогенезом досить часто пояснюється походження людини чи людиноподібних істот у фантастиці. Наприклад, у таких циклах як «Барсум» Едґара Барроуза стверджується, що на всіх більш-менш великих небесних тілах з часом виникають люди. В франшизі «Зоряна брама» всі гуманоїди нашої галактики виникли через закладену стародавньою цивілізацією генетичну програму.
Ортогенез знайшов відображення у відеоіграх, таких як ігри серії Pokémon, де всі перетворення керованих істот заздалегідь відомі та виконуються, коли істота здобуває достатньо досвіду.
У радянській ідеології дарвінізм, поєднаний в 1920-30-і роки з марксизмом, тяжів до ортогенезу. В його рамках спрямованість біологічної еволюції на появу людини переходила в еволюцію форм організації суспільства, що врешті мали привести до комунізму. Таким чином, насадження комуністичної ідеології та розширення впливу СРСР підносилося до непереборного й незворотного закону природи.